# 施普林氏異齒䲁
施普林氏異齒䲁（學名：Ecsenius springeri），又稱施普林氏無鬚䲁，為輻鰭魚綱鳚形目䲁科異齒䲁屬的一種，分布於西太平洋印尼西巴布亞省法克法克半島北岸海域，深度2至8公尺，本魚體延長，稍側扁，似圓柱狀；頭鈍短。前鼻孔具一鼻鬚；無眼上鬚及頸鬚，後犬齒，兩側各一個，側線無垂直孔對，頭部背部和身體前三分之一到二分之一處的顏色為灰色到棕色，在背鰭硬棘和軟條交界處漸變為橙色，從眼睛後方到棘狀和背鰭軟骨交界處下方有一條條約等於瞳孔寬度的黑色條紋，中間有一條明顯的白色條紋，該條紋通常比瞳孔直徑窄，背鰭硬棘12枚、背鰭軟條16枚、臀鰭硬棘2枚、臀鰭軟條17-18枚，體長可達4.3公分，棲息在珊瑚礁，雌魚產附著性卵，雄魚有護卵行為，幼魚為浮游性，生活習性不明。